# Zona pellucida

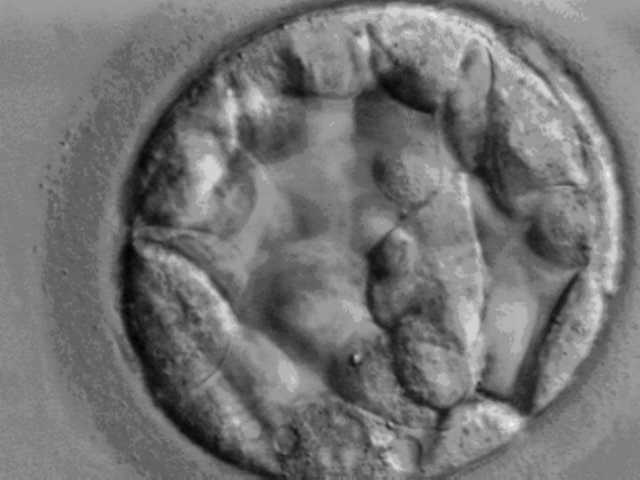
Эмбрион человека, окруженный Zona pellucida

лат. Zona pellucida (ранее также zona striata, в русском языке соответствует термин «блестящая оболочка», используемый редко) — гликопротеиновая оболочка вокруг плазматической мембраны яйцеклетки млекопитающих животных (в том числе человека).

## Строение
Zona pellucida представляет собой прозрачную эластичную гликопротеиновую оболочку, окружающую яйцеклетку. Её толщина у человека составляет 5-10 мкм. Через неё свободно проникает вода и растворенные в ней вещества. В индивидуальном развитии яйцеклетки zona pellucida образуется на стадии роста, когда она развивается в составе первичного фолликула. Белки zona pellucida синтезирует яйцеклетка. Вопреки мнению, распространенному в середине XX века, фолликулярные клетки в образовании zona pellucida не участвуют.
В строении zona pellucida принимают участие четыре гликопротеина ZP1, ZP2, ZP3, ZP4. Два гликопротеина (ZP2 и ZP3), связываясь попеременно, образуют нити, которые соединены друг с другом «перемычками» из ZP1 и ZP4. Сахаридные части гликопротеинов ZP2 и ZP3 являются лигандами для связывания сперматозоидами, сахаридные части гликопротеинов видоспецифичны.
Часто в литературе указывают, что в строении zona pellucida участвуют только три белка ZP1, ZP2, ZP3. Это связано с тем, что изначально строение zona pellucida было изучено на лабораторной мыши, у которой ген ZP4 мутантен, белок ZP4 не производится; у прочих млекопитающих, включая человека, в строении zona pellucida участвуют четыре белка.

## Функции
Zona pellucida выполняет две функции:
- Препятствует проникновению более одного сперматозоида в яйцеклетку (так называемый блок полиспермии). После проникновения сперматозоида в яйцеклетке запускается каскад биохимических реакций, приводящий к опорожнению кортикальных везикул — мембранных пузырьков, содержащих литические ферменты. Содержимое кортикальных везикул выбрасывается наружу (в перивителлиновое пространство) и модифицирует zona pellucida таким образом, что последующие сперматозоиды уже не способны проникнуть через неё. Модификация касается отщепления сахаристых остатков от гликопротеинов ZP2 и ZP3, также от ZP2 отщепляется полипептидная часть. Именно сахаристые остатки гликопротеинов ZP2 и ZP3 являются лигандами для рецепторов на головке сперматозоидов, ответственных за связывание с Zona pellucida и запуск акросомной реакции. Проникновение одного сперматозоида в яйцеклетку — необходимое условие для нормального развития эмбриона[2].
- Удерживает клетки раннего эмбриона вместе. Бластомеры (клетки эмбриона на этапе дробления) у млекопитающих не образуют клеточных контактов и не способны к самостоятельному формированию единого зародыша. In vitro при искусственном удалении zona pellucida бластомеры разъединяются. Клеточные контакты между бластомерами начинают формироваться после 3-го деления дробления и становятся устойчивыми к моменту образования трофэктодермы. Перед имплантацией эмбриону необходимо освободиться от Zona pellucida, так как блестящая оболочка препятствует контакту трофэктодермы и маточного эпителия. Преждевременное освобождение от zona pellucida может приводить к образованию однояйцевых близнецов[2].

## Выход эмбриона изzona pellucida
После достижения стадии бластоцисты эмбриону требуется выйти из блестящей оболочки, чтобы приступить к имплантации. Процесс выхода из zona pellucida называется хетчинг (англ. hatching — вылупление). Эмбрион человека совершает хетчинг на 5-7 день развития, эмбрион мыши на 4-5 день развития. Механизм выхода сложен. Разрыв оболочки обусловлен двумя факторами: механическим воздействием эмбриона (бластоциста наполняет свою полость водой и увеличивается в размере, давя на стенки zona pellucida изнутри), химическим воздействием эмбриона (трофэктодерма эмбриона выделяет протеолитический фермент «стрипсин», который растворяет оболочку). Эмбрион (бластоциста) покидает zona pellucida, выходя через образовавшуюся щель с помощью «амебоидных» движений.

## Галерея

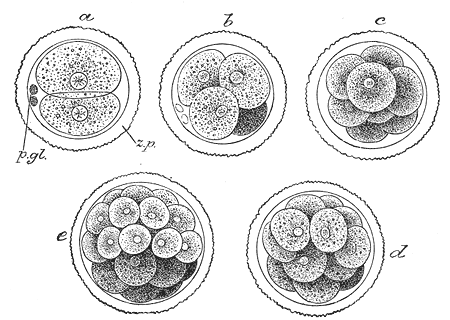
Первые этапы сегментации яйцеклетки млекопитающего
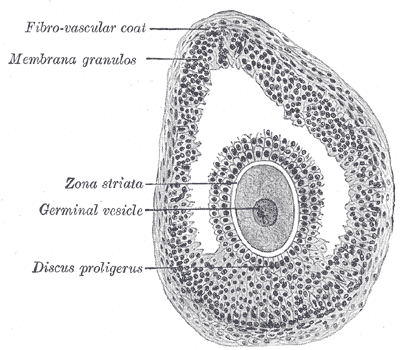
Разрез везикулярного фолликула яичника кошки (увеличение 50 раз)
Начальные стадии эмбриогенеза человека